# 第55回国民体育大会
第55回国民体育大会（だい55かいこくみんたいいくたいかい）は、2000年1月29日から10月19日の間、富山県の富山市と青森県の八戸市および両市の周辺で開催された第55回国民体育大会。テーマは、「あいの風 夢のせて」、マスコットは時丸&風丸。20世紀最後の国体。また、1965年から続いていた全国身体障害者スポーツ大会はこの大会で終了した。

## ハイライト
- 1月29日～2月2日：冬季大会スケート・アイスホッケー競技会　青森県（八戸市他）
- 2月19日～22日：同スキー競技会　富山県（旧大山町（現富山市）、旧上平村（現南砺市））
- 9月9日～12日：夏季大会　富山県（4市3町1村）
- 10月14日～19日：秋季大会　富山県（9市17町5村）
- 夏季大会と秋季大会の間に行われたシドニーオリンピックに出場した選手47名が参加。
- バスケットボール成年男子の部は地元富山県が優勝。チームは富山グラウジーズとしてbjリーグに所属し、現在はB.LEAGUEに所属している。
- バレーボール成年女子（6人制）の部では地元富山県が準優勝。チームはKUROBEアクアフェアリーズとしてVチャレンジリーグに所属し、現在日本バレー最高峰のVリーグに所属している。

## 冬季大会

### スケート競技会・アイスホッケー競技会
第55回国民体育大会冬季大会スケート競技会・アイスホッケー競技会は、1月29日～2月2日を会期として青森県八戸市、三沢市、福地村 (現南部町)で行われた。テーマは「北のまほろば冬季国体」、スローガンは「新世紀　創る若人ひかる汗」。

#### 実施競技・会場一覧
| 競技名                 | 競技名                 | 競技名               | 会場地                 | 会場                   |
| ---------------------- | ---------------------- | -------------------- | ---------------------- | ---------------------- |
| スケート               | スピード（詳細）       |                      | 八戸市                 | 長根公園スケートリンク |
| スケート               | フィギュア（詳細）     |                      | 三沢市                 | 三沢アイスアリーナ     |
| アイスホッケー（詳細） | アイスホッケー（詳細） |                      | 八戸市                 | 新井田インドアリンク   |
| アイスホッケー（詳細） | アイスホッケー（詳細） | 南部山アイスアリーナ | 八戸市                 |                        |
| アイスホッケー（詳細） | アイスホッケー（詳細） | 福地村 (現南部町)    | ふくちアイスアリーナ   |                        |
| アイスホッケー（詳細） | アイスホッケー（詳細） | 八戸市               | 長根公園ホッケーリンク |                        |

### スキー競技会
第55回国民体育大会冬季大会スキー競技会は、2月19日～2月22日を会期として富山県大山町 (現富山市)、上平村 (現南砺市)で行われた。

## 夏季大会

### 実施競技・会場一覧
- 水泳 - 高岡市、富山市・富山県高岡総合プール、富山市民プール、富山県総合体育センタープール
- 漕艇 - 大沢野町、細入村・富山漕艇場
- ヨット - 新湊市・富山県新湊マリーナ、伏木富山港海岸（新湊地区）ビーチ
- カヌー - 上市町、八尾町・富山県上市カヌー競技場、上市カヌー競技場井田川カヌー競技場
- ボウリング - 砺波市・ニチマボウル
- ゴルフ - 富山市、高岡市、大沢野町・呉羽カントリークラブ、髙岡カントリー倶楽部、富山カントリークラブ

## 秋季大会

### 実施競技・会場一覧
- 陸上 - 富山市・総合運動公園富山県陸上競技場
- サッカー - 高岡市、富山市・高岡スポーツコア（高岡市サッカー・ラグビー場、高岡市芝生広場）、高岡市営城光寺陸上競技場、富山県岩瀬スポーツ公園岩瀬サッカー・ラグビー場・岩瀬ソフトボール広場、富山南総合公園多目的広場・芝生広場
- テニス - 富山市、八尾町・岩瀬スポーツ公園岩瀬テニスコート、ゆめの森テニスコート
- ホッケー - 小矢部市・小矢部ホッケー場、小矢部陸上競技場
- ボクシング - 高岡市・富山県産業創造センター（高岡テクノドーム）
- バレーボール - 黒部市、朝日町、入善町、魚津市、滑川市・魚津テクノスポーツドーム、魚津市総合体育館、黒部市総合体育センター、朝日町文化体育センター、入善町総合体育館、滑川市総合体育センター体育館
- 体操 - 富山市、新湊市・富山市総合体育館、新湊市総合体育館
- バスケットボール - 富山市、井波町、砺波市、福野町・富山県総合体育センター大体育室・中体育室、富山県南総合公園富山市体育文化センター、井波町社会体育館、井波町立井波中学校体育館、富山県西部体育センター、福野町体育館
- レスリング - 黒部市・YKK株式会社体育館
- ウエイトリフティング - 滑川市・県立滑川高等学校第一体育館・第二体育館
- ハンドボール - 氷見市・氷見市ふれあいスポーツセンター、氷見市総合体育館、富山県立有磯高等学校第二体育館、富山県立氷見高等学校第一体育館
- 自転車 - 富山市、高岡市、氷見市・富山競輪場、氷見・高岡特設ロード・レースコース
- ソフトテニス - 高岡市・高岡市テニスコート
- 卓球 - 福光町、福岡町・福光町立福光中学校体育館、福岡町総合町民センター
- 軟式野球 - 高岡市、新湊市、砺波市、小矢部市、城端町・高岡市営城光寺野球場、県民公園新港の森県営新港野球場、砺波総合運動公園砺波市野球場、小矢部市野球場、城南スタジアム、城端町立城端中学校グラウンド
- 相撲 - 大門町・大門町緑地公園相撲場
- 馬術 - 立山町・常願寺川公園特設馬術競技場
- 柔道 - 小杉町・小杉町総合体育センター
- ソフトボール - 黒部市、大沢野町、立山町、婦中町・宮野運動公園野球場・多目的グラウンド、大沢野町総合運動公園多目的広場、立山町民グラウンド、婦中スポーツプラザ
- フェンシング - 婦中町・婦中町民体育館、婦中町ふれあい交流センター
- バドミントン - 高岡市・高岡市民体育館
- 弓道 - 大島町・大島町弓道場、大島中央公園特設遠的競技会場
- ライフル射撃 - 福光町、富山市・富山県福光射撃場、福光町立吉江中学校体育館、富山県警察学校射撃場
- クレー射撃 - 福光町・富山県福光射撃場
- 剣道 - 庄川町・庄川町民体育センター
- ラグビーフットボール - 魚津市、砺波市・魚津桃山運動公園陸上競技場、砺波総合運動公園砺波市多目的競技場・サッカー・ラグビー広場
- 山岳 - 城端町、平村、上平村、利賀村、井口村・つくばね縦走会場、桜ヶ池登攀会場、たいら踏査会場、かみたいら縦走会場、金剛堂山縦走会場、あかそふ踏査会場
- 空手道 - 上市町・上市町総合体育館
- 銃剣道 - 山田村・山田村総合体育センター
- アーチェリー - 宇奈月町・中ノ口緑地公園運動広場特設アーチェリー競技会場
- なぎなた - 福野町・福野町民体育館

公開競技
- 高校野球（硬式） - 富山市・富山市民球場
- 高校野球（軟式） - 魚津市・魚津桃山運動公園野球場
- スポーツ芸術 - 富山県民会館ホール 他

## イメージソング
- 「あいの風吹く」

作詞：片岡輝
作曲：池辺晋一郎
歌：白鳥英美子

## 総合成績

### 天皇杯
- 優勝：富山県
- 第2位：東京都
- 第3位：大阪府

### 皇后杯
- 優勝：富山県
- 第2位：東京都
- 第3位：大阪府

## 外部サイト
- 第55回大会 - 日本体育協会
- 北日本新聞国体ホームページ[リンク切れ]
- ２０００年とやま国体公式ホームページ